# Prokennalestes
Prokennalestes è un estinto genere di mammifero vissuto in Mongolia durante il Cretaceo.

## Descrizione
Di questo animale sono stati ritrovati alcuni denti, parte della mandibola e, cosa abbastanza rara per i Mammiferi di quel periodo, frammenti della rocca petrosa (la parte del cranio che contiene l'orecchio medio). Quest'ultimo fossile, sebbene abbia una larghezza massima di quattro millimetri, è dotato di numerosi canali, scanalature e strutture varie che forniscono informazioni dettagliate su ossa, vene, arterie e nervi dell'animale.
L'informazione più interessante riguarda il canale cocleare, un foro dalle cui vibrazioni acustiche il cervello calcola le distanze: la curvatura di questo canale ha permesso di confrontare questa specie (ed in generale tutti i Mammiferi euteri arcaici) con fossili più antichi come il Vincelestes ed i Monotremi suoi affini. Il Prokennalestes presenta una curvatura di questo canale superiore del 30% rispetto alle specie più antiche e questo permette agli studiosi di datare la comparsa del primo esponente degli Eutheria ad almeno dieci milioni di anni prima (quindi più antico della specie Eomaia scansoria).
Il cranio della specie P. minore è stato stimato in 21 millimetri di lunghezza (il 20% in meno della specie P. trofimovi), ma questo dato potrebbe rientrare nel caso di dimorfismo sessuale e non giustificare l'esistenza di due specie diverse. Entrambe presentano nella mandibola l'incavo chiamato canale di Meckel (in cui passava la cartilagine embrionale che avrebbe poi formato la mandibola): questa caratteristica è tipica di Rettili e Mammiferi arcaici, ma non compare già più nelle specie posteriori di Asioryctitheria e nei Mammiferi attuali.
Dai pochi resti fossili disponibili si è calcolato una formula dentaria con cinque premolari che è tipica nei primi basali mammiferi euteri, ma che nelle specie successive (e nei Mammiferi moderni) si ridurrà a quattro.
Il Prokennalestes è emerso da strati risalenti ai periodi Aptiano e Albiano, corrispondenti al Cretaceo inferiore.